# اقتصاد تک‌محصولی
کشور دارای اقتصاد تک‌محصولی به کشوری گفته می‌شود که برای تأمین درآمد خود به تولید و صادرات تنها یک یا تعداد اندکی محصول (عموماً مواد خام) متکی باشد. برای مثال می‌توان برخی از کشورهای صادرکنندهٔ صِرفِ نفت را نام برد.
اقتصادهایی که برپایه یک محصول قرار دارد، بسیار آسیب‌پذیر بوده و با اندک نوسانات اقتصادی یا کاهش تقاضا برای تک محصول کشور، سریعاً و شدیداً دچار مشکل شده و درآمدها و منابعش دچار نقصان می‌شود.
تولیدکنندگان تک محصولی (واحدی) محصولات خود را بر حسب سفا..........................
1. ↑  "What does Single Product Economy mean?". www.encyclo.co.uk (به انگلیسی). Retrieved 2019-05-20.